# André Leroi-Gourhan

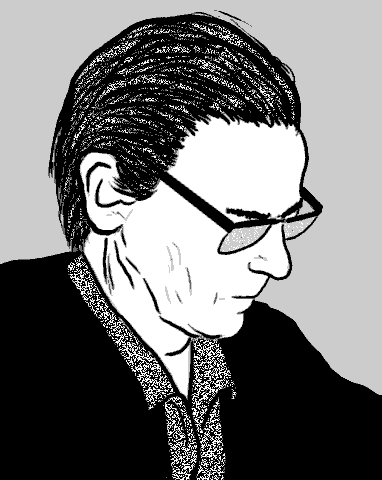
André Leroi-Gourhan

André Leroi-Gourhan, född den 25 augusti 1911, död den 19 februari 1986, var en fransk arkeolog, paleontolog och antropolog som intresserade sig för teknologi och estetik, gärna på ett filosofiskt plan.

## Biografi
Leroi-Gourhan doktorerade inom norra Stilla havets arkeologi, under ledning av Marcel Mauss. Efter 1933 hade han flera tjänster på olika museer över stora delar av världen, till exempel på British Museum och Musée de l'Homme, men också i Japan. Mellan 1940 och 1944 arbetade han på Musée Guimet för att sedan bege sig till Château de Valençay för att ta hand om verk räddade från Louvren, däribland Venus de Milo och Nike från Samothrake. Han deltog även i den franska motståndsrörelsen, något som han fick Croix de Guerre, Médaille de la Résistance och hederslegionen för. 1956 efterträdde han Marcel Griaule på Sorbonne, och från 1969 till 1982 var han professor på Collège de France. 1973 fick han guldmedaljen från Centre national de la recherche scientifique.